# Craig Thompson (Comiczeichner)

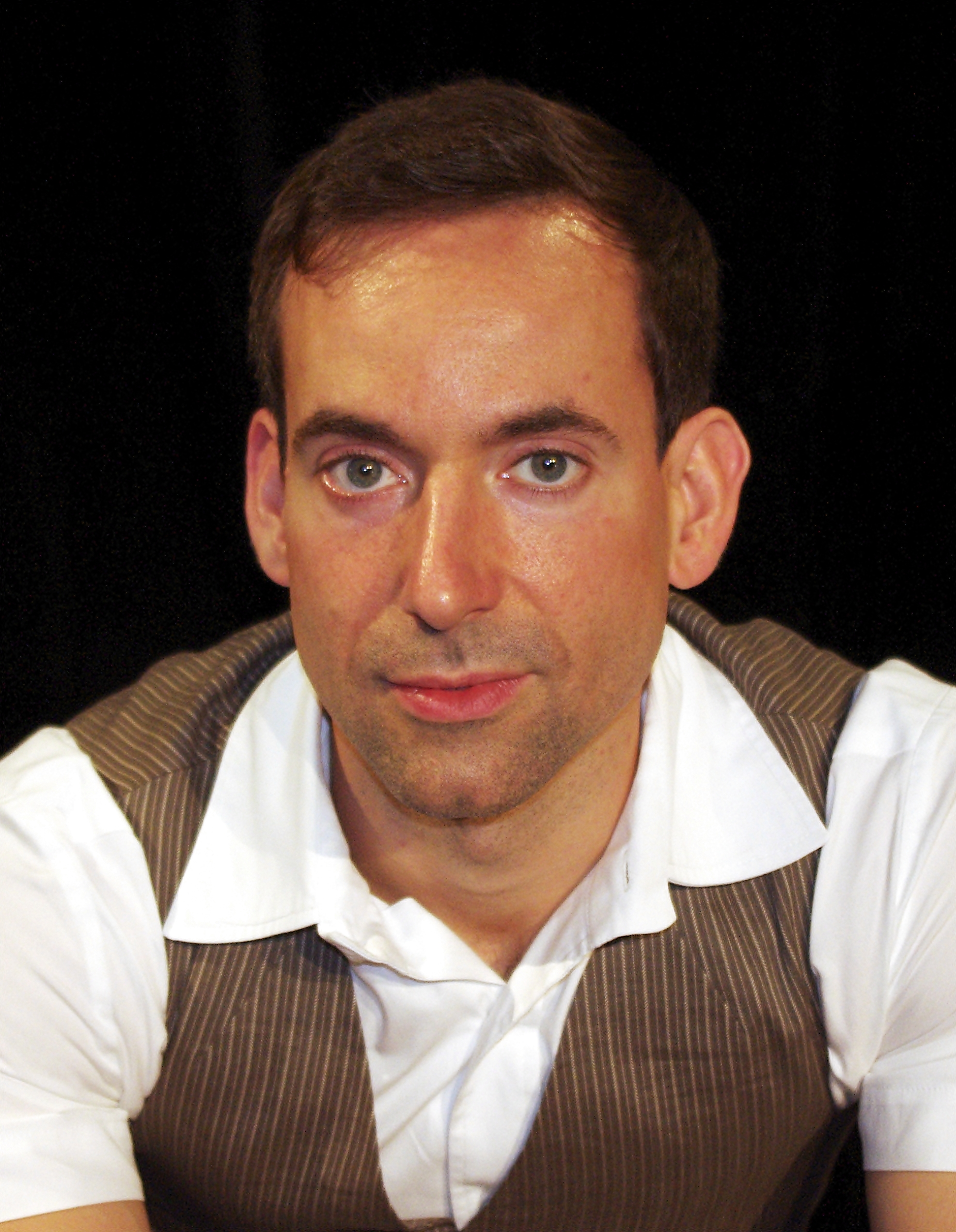
Craig Thompson (2011)

Craig Matthew Thompson (* 21. September 1975 in Traverse City, Michigan) ist ein US-amerikanischer Comiczeichner. Thompson wurde vor allem durch seine Graphic Novel Blankets bekannt, die auf der Frankfurter Buchmesse 2005 den Preis als „Comic des Jahres“ erhielt.

## Leben und Werk

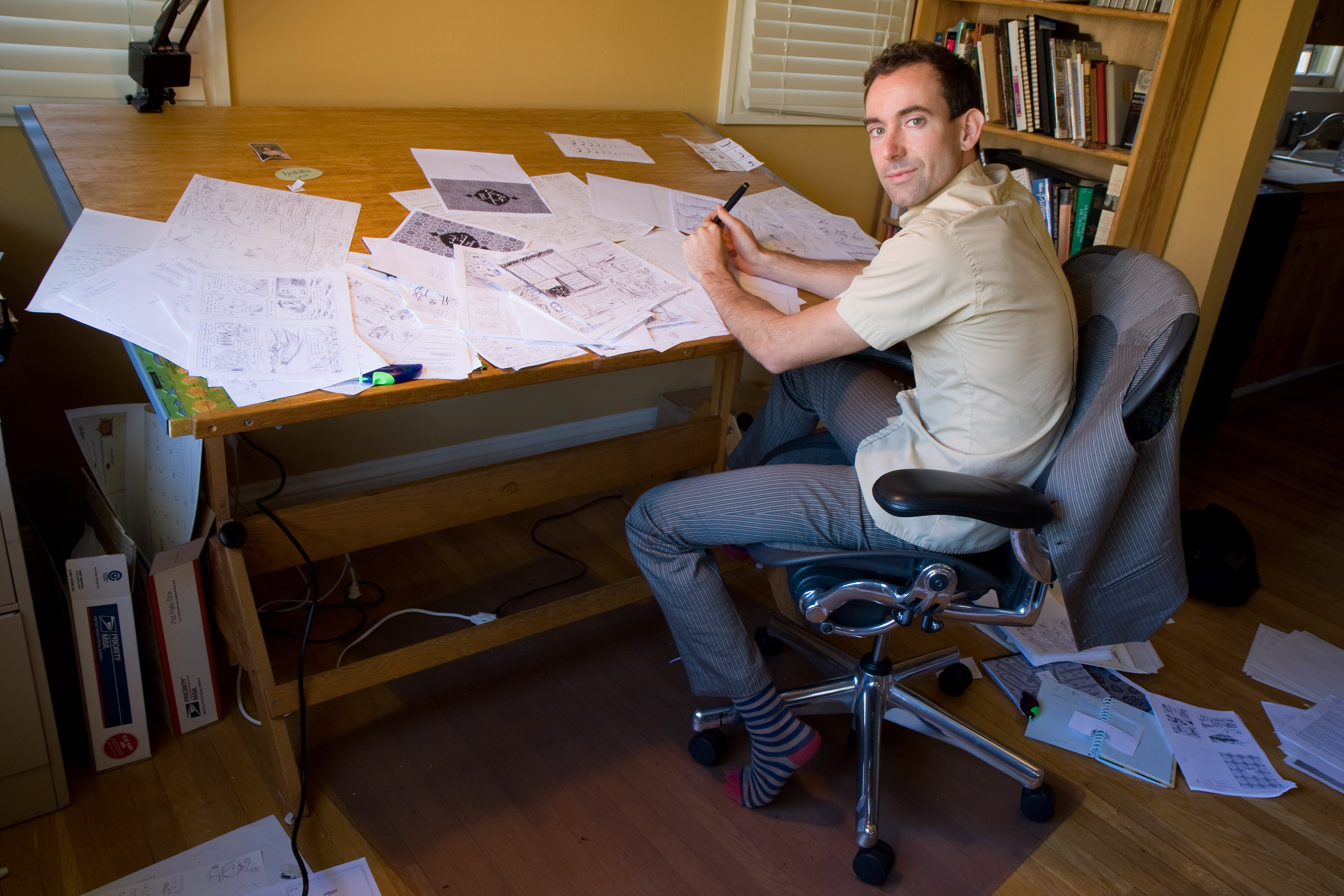
Craig Thompson bei der Arbeit (2009)

Thompson erzielte bereits mit der Veröffentlichung seines ersten Albums Good bye, Chunky Rice 1999 beachtliche Aufmerksamkeit und erhielt einen Harvey Award als „bestes neues Talent“. Auch seine zweite Arbeit, Blankets, wurde von Kritikern und Lesern 2003 sehr positiv aufgenommen: In deutscher Übersetzung wurde das Album 2004 von Speed Comics herausgegeben. Aus Aufzeichnungen, die während der dreimonatigen Promotion-Tour für Blankets entstanden und aus Vorbereitungen für das Album Habibi entstand 2004 das Album Carnet de voyage, das in deutscher Übersetzung 2005 unter dem Titel Tagebuch einer Reise von Reprodukt veröffentlicht wurde.
Die Kritiker meinten über seine Werke, dass sie in ihrer Melange aus „karikaturistisch-humoristischen und realistischen Elementen“ sehr an Will Eisner anlehnten.

## Veröffentlichungen
- Good-bye, Chunky Rice (1999)
  - deutsch: Mach’s gut, Chunky Rice, aus dem Amerikanischen von Matthias Wieland, Berlin: Reprodukt 2012, ISBN 978-3-943143-07-2
- Blankets (2003)
  - deutsch: Blankets, aus dem Amerikanischen von Claudia Fliege, Bad Tölz: Tilsner 2004, ISBN 3-936068-96-8
- Carnet de Voyage (2004)
  - deutsch: Tagebuch einer Reise, aus dem Amerikanischen von Matthias Wieland, Berlin: Reprodukt 2005, ISBN 3-938511-17-6
- Habibi (2011)
  - deutsch: Habibi, aus dem Amerikanischen von Stefan Prehn, Berlin: Reprodukt 2011, ISBN 978-3-941099-50-0
- Space Dumplings (2015)
  - deutsch: Weltraumkrümel, aus dem Amerikanischen von Matthias Wieland, Berlin: Reprodukt 2015, ISBN 978-3-95640-052-0[2]
- Ginseng Roots (2019–2024)
  - deutsch: Ginsengwurzeln, aus dem Amerikanischen von Matthias Wieland, Berlin: Reprodukt 2024, ISBN 978-3-95640-434-4[3]

## Auszeichnungen
- 1999: Harvey Award als „bestes neues Talent“
- 2004: Eisner Award als „bester Künstler“ und für Blankets als „bestes neues Album“
- 2004: Ignatz Award als „bedeutender Künstler“
- 2005: „Comic des Jahres“ der Frankfurter Buchmesse für Blankets
- 2012: Eisner Award als „bester Autor/Zeichner“ für Habibi